# Antonio Ursino Recupero
Antonio Ursino Recupero della Torre (Catania, 6 agosto 1853 – 12 gennaio 1925) è stato un politico e mecenate italiano.

## Biografia

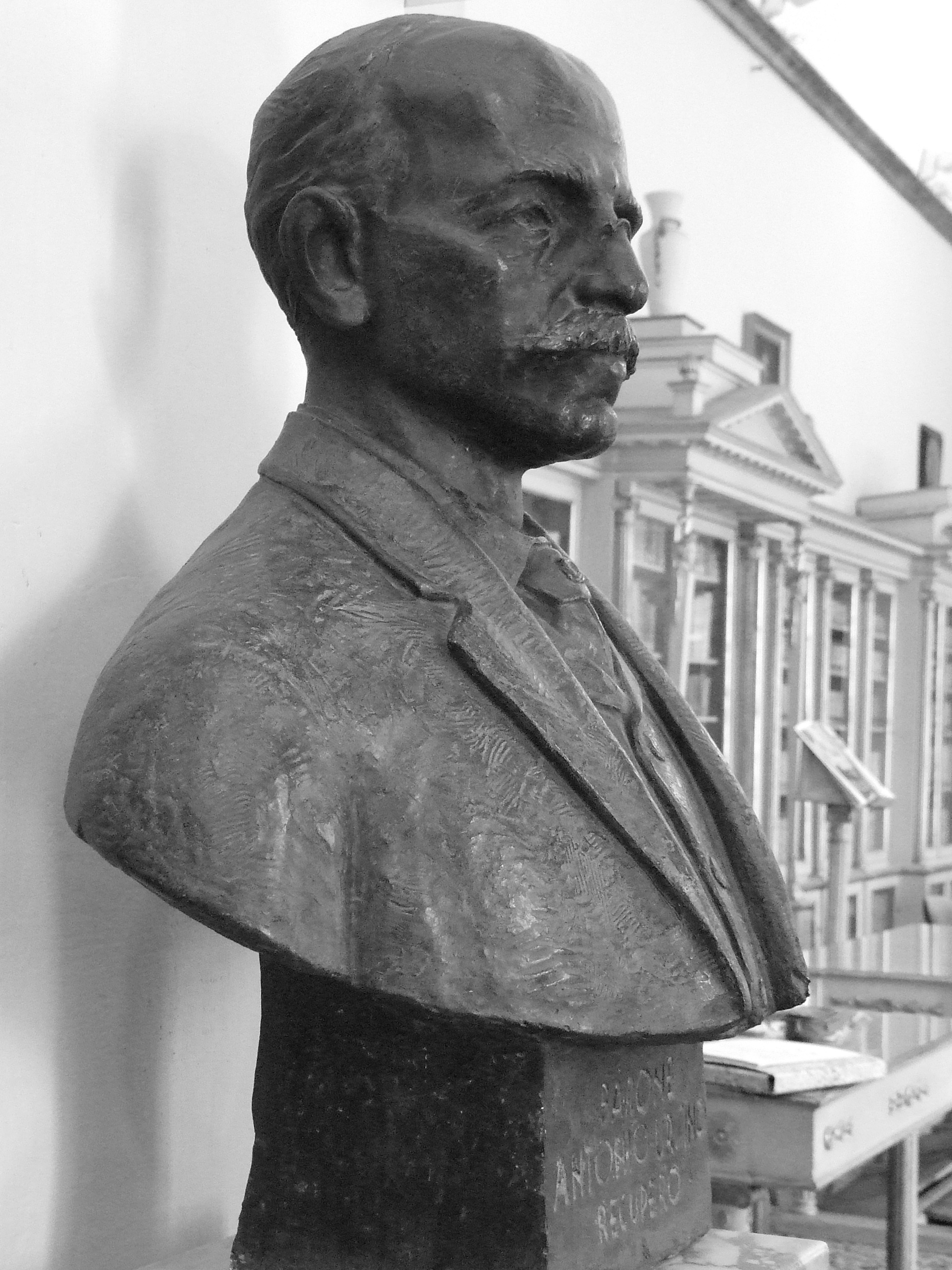
Barone Antonio Ursino Recupero, Busto. Catania, Biblioteche Riunite "Civica e A. Ursino Recupero", Sala Lettura

Antonio Ursino Recupero della Torre si diplomò, con il massimo dei voti, nel cittadino Convitto Cutelli. Si laureò in Giurisprudenza a Catania nel 1875, con una tesi in Filosofia del Diritto, ma esercitò la professione legale solo occasionalmente.
Nel 1875 contribuì alla creazione della Sezione catanese Etna Club Alpino Italiano e della Società di Storia Patria per la Sicilia Orientale. Presidente onorario dell'Accademia Dante Alighieri, fu Sindaco di Catania dal 21 agosto 1897 al febbraio 1898, e sostenne Giuseppe De Felice Giuffrida nelle tornate elettorali del 1902 e del 1910, sebbene di fede monarchica.
Mecenate e filantropo, creò una Biblioteca (41.000 libri di carattere prevalentemente catanese e siciliano; era anche un bibliofilo), che legò con altri beni, con testamento olografo del 1924, all'Università e al Comune di Catania e con successivo trasferimento della stessa nei locali della Biblioteca Civica nel 1931, da cui l'Ente Biblioteche riunite Civica e A. Ursino Recupero.